# راندولف نسه
راندولف ام نسه (انگلیسی: Randolph M. Nesse؛ زادهٔ ۱ ژانویهٔ ۱۹۴۸) زیست‌شناس، روان‌شناس، روان‌پزشک، نویسنده و پژوهشگر اهل ایالات متحده آمریکا است.